# Myopsida
Myopsida è un ordine di molluschi cefalopodi decapodiformi, talvolta indicati come sottordine dell'ordine Teuthida da una precedente attribuzione del livello di classificazione scientifica e al 2018 considerato nomen dubium.

## Tassonomia
L'ordine comprende le seguenti due famiglie:
- Australiteuthidae Lu, 2005
- Loliginidae Lesueur, 1821